# Falkenberg (Wische)
Falkenberg ist ein Ortsteil der Gemeinde Altmärkische Wische im Landkreis Stendal in Sachsen-Anhalt.

## Geographie

### Lage
Falkenberg ist ein Dorf mit Höfen in Einzellage in der Wische zwischen Seehausen (Altmark) und Werben (Elbe).

### Ortsteilgliederung
Zum Ortsteil Falkenberg gehören:
- das Dorf Falkenberg,
- Biesehof, früher Groß Biesehof und Klein Biesehof, ein Wohnplatz westlich des Dorfes,
- Schallun, früher Groß Schallun und Klein Schallun, ein Wohnplatz westlich des Dorfes,
- Wipperhof, ein Wohnplatz nördlich an das Dorf grenzend,[3] früher Freigut Schindelhöfe genannt,[4]
- das ehemalige Gut der Bülows,[4] Rittergut I, später Rittergut 3,[5] etwa 500 Meter östlich der Kirche,
- das frühere von Meibaumsche Gut[4], auch Gut Falkenberg[6] oder Rittergut II[5] genannt, etwa 1,3 Kilometer südöstlich der Kirche,
- Wischerhof, ein Wohnplatz 2½ Kilometer östlich von Seehausen (Altmark).

## Geschichte

### Mittelalter bis Neuzeit
Das Dorf wird erstmals 1319 als Valkenberghe genannt, als das halbe Dorf von den von Quitzow in den Besitz des Klosters Amelungsborn kam. Weitere Nennungen sind 1343 in villa valkinberg, 1541 Falckenberg, 1687 Falckenberge und schließlich 1804 Falkenberg. Es gab zwei Rittersitze und zwei Freigüter. In den Jahren 1688 bis 1793 gehörte den von Bülow ein Rittersitz im Ort. Später wurde dieser veräußert. Von 1848 bis 1874 waren die von Bülow wieder Besitzer eines Gutes im Ort. Zwischenzeitlich hatte bis 1886 die Familie von Meibom Besitz vor Ort, vertreten durch Alexander Friedrich von Meibom. Anfang der 1920er Jahre war das bestehende Freigut in der Hand des Ernst Heumann, das Rittergut I beim Oberregierungsrat Dr. Carl Hesse, Rittergut II wiederum im Eigentum des Hans Hildebrandt.

### Landwirtschaft
Viele Höfe und Güter wechselten im 19. und zu Beginn 20. Jahrhundert oft die Besitzer, da die Bewirtschaftung der Flächen große Schwierigkeiten bereitete.
Bei der Bodenreform wurden 1945 festgestellt: Sechs Besitzungen über 100 Hektar hatten zusammen 996 Hektar landwirtschaftliche Nutzfläche, 12 Besitzungen unter 100 Hektar hatten zusammen 333 Hektar und zwei Kirchenbesitzungen hatten zusammen 56 Hektar. Eine Besitzung mit 100 Hektar gehörte der der Landschaft der Provinz Sachsen. Enteignet wurden 7 Betriebe: Die Rittergüter 1 und 3 in Falkenberg, ein Bauernhof in Falkenberg, das Freigut Großer Biesehof, die Freigüter Groß und Klein Schalluhn und das Freigut Schindelhöfe. 1948 hatten aus der Bodenreform 92 Vollsiedler jeder über 5 Hektar und 22 Kleinsiedler jeder unter 5 Hektar erhalten. Im Jahre 1952 entstand die erste Landwirtschaftliche Produktionsgenossenschaft vom Typ III, die LPG „Weberwiese“. Im Jahre 1992 wurde die LPG in eine „Agrargenossenschaft eG Falkenberg“ umgewandelt, die 2003 aus dem Genossenschaftsregister des Amtsgerichts Stendal gelöscht wurde.
1952 wurde aus 209 Hektar Bodenreformflächen, die Neubauern aufgegeben hatten, ein Universitätsversuchsgut der Martin-Luther-Universität Halle-Wittenberg gebildet, das 1956 in ein Lehr- und Versuchsgut umgewandelt wurde. Es ist 1965 vom Staatlichen Tierzuchtbetrieb Lichterfelde übernommen worden, der 1967 aufgelöst und zum VEG Falkenberg-Lichterfelde zusammengelegt wurde. 1969 entstand das „Wissenschaftliche Zentrum zur Vorbereitung von Meliorationen“, daraus wurde 1990 das „Wissenschaftliche Zentrum für Agrarstruktur“.
Das Lehr- und Versuchsgut Falkenberg erreichte im Jahre 1960 als erstes Wischegut die Rentabilität. Man hatte beispielsweise spezielle Wische-Eggen entwickelt.

### Eingemeindungen
Bis 1807 gehörte das Dorf zum Seehausenschen Kreis der Mark Brandenburg in der Altmark. Zwischen 1807 und 1813 lag es im Kanton Seehausen auf dem Territorium des napoleonischen Königreichs Westphalen. Ab 1816 gehörte die Gemeinde zum Kreis Osterburg, dem späteren Landkreis Osterburg.
Am 25. Juli 1952 wurde die Gemeinde Falkenberg in den Kreis Seehausen umgegliedert. Am 2. Juli 1965 kam sie zum Kreis Osterburg. Am 1. Juli 1994 wurde sie dem heutigen Landkreis Stendal zugeordnet.
Bis zum 31. Dezember 2009 war Falkenberg eine selbständige Gemeinde mit den Wohnplätzen Biesehof und Schallun und gehörte der jetzt aufgelösten Verwaltungsgemeinschaft Seehausen (Altmark) an.
Durch einen Gebietsänderungsvertrag beschlossen die Gemeinderäte der Gemeinde Falkenberg und die Räte der Gemeinden Lichterfelde, Neukirchen (Altmark) und Wendemark, dass ihre Gemeinden aufgelöst und zu einer neuen Gemeinde mit dem Namen Altmärkische Wische vereinigt werden. Dieser Vertrag wurde vom Landkreis als unterer Kommunalaufsichtsbehörde genehmigt und trat am 1. Januar 2010 in Kraft.

### Einwohnerentwicklung
| Jahr | Einwohner |
| ---- | --------- |
| 1734 | 165       |
| 1775 | 159       |
| 1789 | 205       |
| 1798 | 242       |
| 1801 | 189       |
| 1818 | 248       |
| 1840 | 384       |
| 1864 | 539       |

| Jahr | Einwohner |
| ---- | --------- |
| 1871 | 334       |
| 1885 | 312       |
| 1892 | [00]470   |
| 1895 | 277       |
| 1900 | [00]328   |
| 1905 | 241       |
| 1910 | [00]312   |
| 1925 | 453       |

| Jahr | Einwohner |
| ---- | --------- |
| 1939 | 347       |
| 1946 | 644       |
| 1964 | 506       |
| 1971 | 427       |
| 1981 | 391       |
| 1993 | 341       |
| 2006 | 253       |
| 2007 | [00]254   |

| Jahr | Einwohner |
| ---- | --------- |
| 2008 | [00]265   |
| 2011 | [00]238   |
| 2012 | [00]229   |
| 2014 | [00]194   |
| 2020 | [00]204   |
| 2021 | [00]214   |
| 2022 | [0]222    |
| 2023 | [0]210    |

Quelle, wenn nicht angegeben, bis 2006:

## Religion
Die evangelische Kirchengemeinde Falkenberg, die früher zur Pfarrei Falkenberg bei Seehausen gehörte, wird heute betreut vom Pfarrbereich Seehausen des Kirchenkreises Stendal im Bischofssprengel Magdeburg der Evangelischen Kirche in Mitteldeutschland.
Die ältesten überlieferten Kirchenbücher für Falkenberg stammen aus dem Jahre 1645.

## Politik

### Bürgermeister
Der letzte Bürgermeister der Gemeinde Falkenberg war Joachim Behrmann.

## Kultur und Sehenswürdigkeiten
- Die evangelische Dorfkirche Falkenberg, ursprünglich St. Maria und dem Apostel Johannes geweiht, ist im Ostteil eine Feldsteinkirche aus dem 12. Jahrhundert. Die Kirche hat einen mächtigen Wehrturm und ist teils aus Backsteinen, teils aus Feldsteinen errichtet. Im Glockenturm eine Bronzeglocke von 1686.[25]
- Der Ortsfriedhof ist auf dem Kirchhof.
- Die Gedenktafel für Friedrich Wilhelm Bülow von Dennewitz ist an seinem Geburtshaus in der Dorfstraße 72 angebracht.[26]

### Vereine
- Falkenberger Förderverein für Brandschutz, Sport und Kultur e. V.

## Wirtschaft und Infrastruktur
Durch den Ort führt die Straßenverbindung von Seehausen (Altmark) nach Werben (Elbe). In Seehausen besteht Anschluss an die Bundesstraße 189 und die Bundesstraße 190.
Das Helmholtz-Zentrum für Umweltforschung – UFZ betreibt in Falkenberg eine Nebenstelle.

## Persönlichkeiten: Söhne und Töchter des Ortes
- Friedrich Wilhelm Bülow von Dennewitz (1755–1816), preußischer General, Sieger in den Schlachten bei Großbeeren und Dennewitz (1813)
- Adam Heinrich Dietrich von Bülow (1757–1807), deutscher Militärschriftsteller und Publizist
- Hermann Opdenhoff (1915–1945), deutscher Korvettenkapitän der Kriegsmarine